# HN Большой Медведицы
HN Большой Медведицы (лат. HN Ursae Majoris) — двойная затменная переменная звезда типа W Большой Медведицы (EW:) в созвездии Большой Медведицы на расстоянии приблизительно 644 световых лет (около 197 парсеков) от Солнца. Видимая звёздная величина звезды — от +10,02m до +9,9m.

## Характеристики
Первый компонент — жёлто-белая звезда спектрального класса F8.